# Oxydesmus campii
Oxydesmus campii är en mångfotingart som beskrevs av Cook 1896. Oxydesmus campii ingår i släktet Oxydesmus och familjen Oxydesmidae. Inga underarter finns listade i Catalogue of Life.